# Communauté de communes des Deux Sevi
La Communauté de communes des Deux Sevi est une ancienne communauté de communes française, située dans le département de la Corse-du-Sud et la région Corse.
Elle fusionne en 2017 dans la nouvelle communauté de communes de l'Ouest Corse.

## Composition
Elle regroupe 9 communes :
| Nom             | Code Insee | Gentilé       | Superficie (km2) | Population (dernière pop. légale) | Densité (hab./km2) |
| --------------- | ---------- | ------------- | ---------------- | --------------------------------- | ------------------ |
| Cargèse (siège) | 2A065      | Cargésiens    | 45,99            | 1 308 (2014)                      | 28                 |
| Cristinacce     | 2A100      | Cristinaccais | 20,45            | 56 (2014)                         | 2,7                |
| Évisa           | 2A108      | Avisiens      | 67,28            | 205 (2014)                        | 3                  |
| Marignana       | 2A154      | Marignanais   | 55,09            | 105 (2014)                        | 1,9                |
| Osani           | 2A197      |               | 51,53            | 99 (2014)                         | 1,9                |
| Ota             | 2A198      |               | 38,16            | 575 (2014)                        | 15                 |
| Partinello      | 2A203      |               | 18,66            | 101 (2014)                        | 5,4                |
| Piana           | 2A212      | Pianais       | 62,63            | 484 (2014)                        | 7,7                |
| Serriera        | 2A279      |               | 37,00            | 122 (2014)                        | 3,3                |